# Navteq
Navteq (від англ. Navigation Technologies) — американська фірма, заснована в 1985 році з центральним відділенням в Чикаго. Провідний спеціаліст з виробу цифрових карт та інших даних для геоінформаційних систем, що використовуються в численних пакетах програмного забезпечення, включаючи системи навігації (з найважливіших: Garmin, Magellan, Lowrance, BMW, Nissan) і мережеві карти (наприклад, Карти Bing, Карти Yahoo! і MapQuest). Основний конкурент — голландська фірма Tele Atlas.
У 2008 році була куплена компанією Nokia. Про операцію було оголошено 1 жовтня 2007 року. За її умовами Nokia повинна заплатити 78 доларів США готівкою за кожну акцію Navteq, що оцінює всю операцію в 8,1 млрд дол. На даний момент компанія має близько 4000 співробітників, що працюють в 196 відділеннях 43 країн.
7 січня 2009 Navteq оголосила про запуск LocationPoint — системи мобільного геоконтекстної реклами.
30 січня 2012 російська компанія Яндекс купила карти у Navteq для створення детальної карти світу на Яндекс Картах. Navteq надав Яндексу карти всіх країн. З найбільшою детальністю виконані карти Європи, Америки, Австралії та розвинених країн Азії.

## Компанія Here
З 3 вересня 2013 року основна частина компанії Nokia, яка виробляє мобільні телефони, належить Microsoft, причому два роки заборонено використовувати бренд Nokia. Тому тепер частина Nokia Location & Commerce (колишня Navteq) називається Here.